# ピエール・アントワーヌ・ポワトー

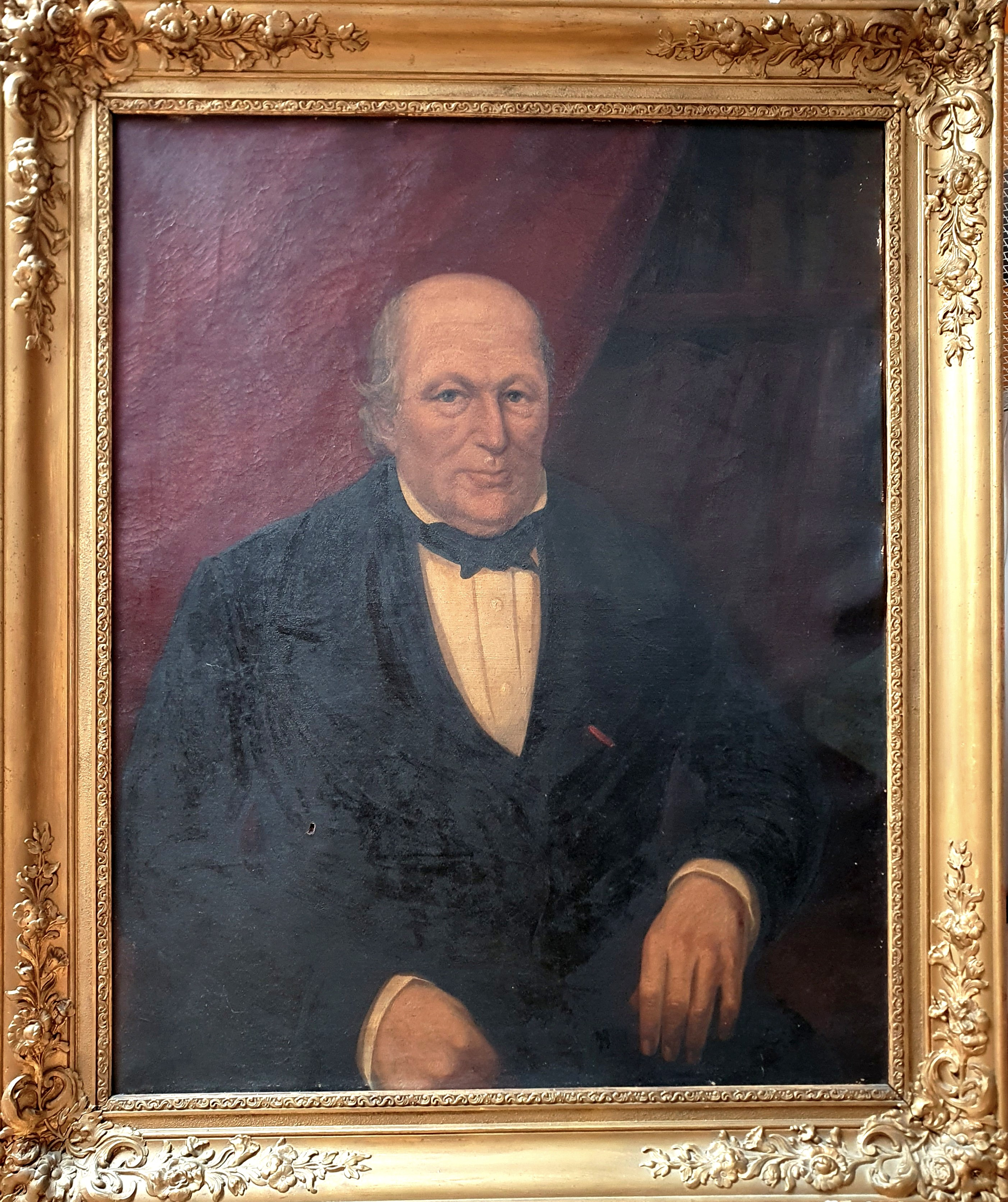
ピエール・アントワーヌ・ポワトー (Pierre-Antoine Poiteau)

ピエール・アントワーヌ・ポワトー（Pierre Antoine Poiteau、1766年3月23日 - 1854年2月27日）はフランスの植物学者、園芸家、植物画家である。

## 生涯
Amblenyで生まれた。家庭菜園やパリ市場の庭師として働いた後、1790年にアンドレ・トワンによって、パリ国立自然史博物館の庭師見習い（garçon jardinier）として雇われた。リンネの分類法を学び、ヘーラルト・ファン・スパーンドンクから博物画の訓練を受けた、有名な植物画家、ピエール＝ジョゼフ・ルドゥーテの影響を強く受けた。2年後、トワンによってパリ植物学校の校長に任じられた。1793年にルイ・ドバントンによって、ベルジュラックに植物学校と植物園の設立のために選ばれたが、その計画は実現しなかった。1796年に、サント・ドミンゴに派遣されたが、公式な書類がなく上陸直後に逮捕されたこともあった。その後ハイチで新たに設立されたカパイシャンの植物園の園長となった。賃金なしで島政府のエドヴィル伯（Gabriel de Hédouville）らのために働いた。1802年にフランスに自ら命名した300箱の種子と1200の種とともに帰国した。97種のきのこや30種のコケが含まれた。1808年に、ピエール＝ジャン＝フランソワ・テュルパンとともに、"Flora Parisiensis secundum systema sexuale deposita et plantarum circa Lutetiam sponte nascentium descriptiones, icones...."を出版した。
数年間著述を続けたあと、1815年にヴェルサイユの王立樹木園の園長に任命され、1816年にはパリ医学校の植物園で栽培された植物に関する著作を発表した。1818年にはアントワーヌ・リッソ（Antoine Risso）と『オレンジの自然史』（"Histoire naturelle des orangers"）を出版した。1818年、仏領ギアナに渡り、王室のプランテーションの栽培を監督した。1822年にフランスに戻り、フォンテーヌブロー城の庭師長を務めた。1829年から1851年の間は"Revue horticole"の編集を行った。デュアメル（Henri Louis Duhamel du Monceau）の『果樹の研究』（"Traité des arbres fruitiers"）の改訂版を1835年にテュルパンと出版し、1846年には『フランスの果樹』（"Pomologie française. Recueil des plus beaux fruits cultivés en France"）を出版した。1848年と1853年に2巻の『園芸教本』（"Cours d'horticulture"）を出版した。科学者としての活動の一方、食用果樹の改良にも貢献した。植物画家としての評価も高い。

## 著書の図版

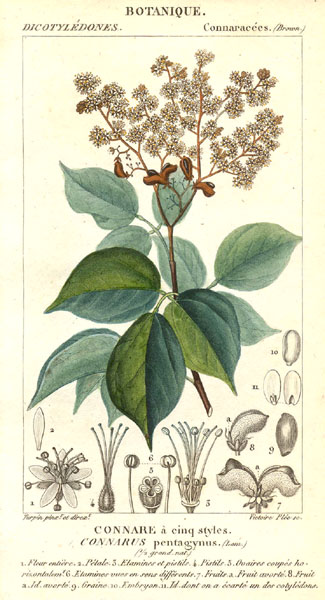
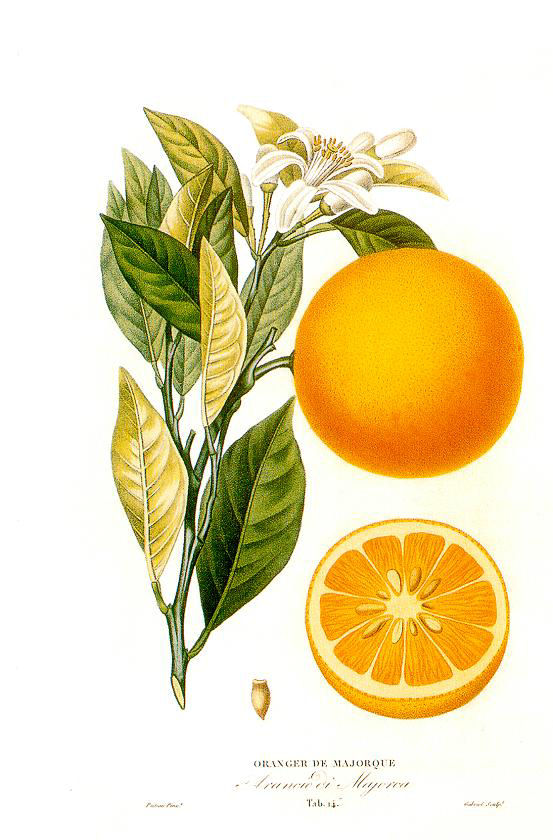
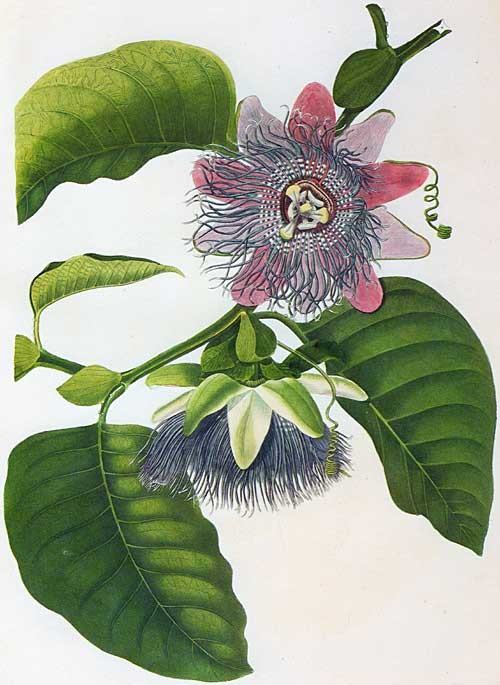
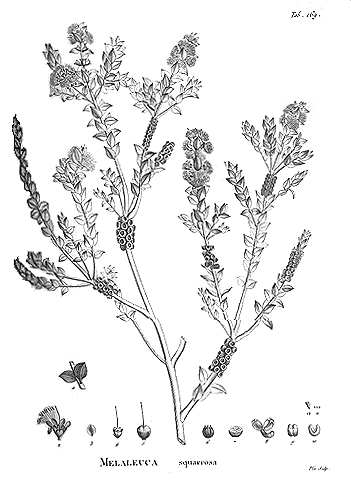

## 著書
- Traité des arbres fruitiers, デュアメルの改定版、テュルパンと共著、Paris, 1818-28, 1844
- Flore parisienneテュルパンと共著、1813
- Le Jardin botanique de l'école de médecine de Paris, et description des plantes qui y sont cultivées, Paris, 1816
- Histoire naturelle des orangers、1818-1820
- Histoire des palmiers de la Guyane française, Paris, 1822
- Notice sur M. Bosc, Paris, 1828
- Le Voyageur botaniste, Paris, 1829
- Sur l'origine, la direction des fibres ligneuses dans les végétaux, Paris, 1834
- Sur la culture de la patate, rapport d'une commission, Paris, 1835
- Sur la théorie Jean-Baptiste Van Mons|Van Mons, ou notice historique sur les moyens qu'emploie M. Van Mons pour obtenir d'excellents fruits de semis, Paris, 1835
- Pomologie française, ou recueil des plus beaux fruits cultivés en France, Paris, 1838 et suiv.
- Cours d'horticulture, Paris, 1847 & 1848
- Notice nécrologique sur M. Jamin, 1848.